# El Paso (Texas)
Pour les articles homonymes, voir El Paso.
El Paso (prononcé en anglais : /ɛl ˈpæsoʊ̯/, prononcé en espagnol : /el ˈpa.so/) est une ville du Sud-Ouest américain située dans l'État du Texas. Elle est la sixième ville texane par le nombre d'habitants et se trouve dans la partie la plus occidentale de celui-ci, à environ 1 140 mètres d'altitude. Elle est également le siège administratif du comté d'El Paso.
El Paso est situé à la frontière du Mexique sur l'une des rives du fleuve río Grande alors que l'imposante ville mexicaine de Ciudad Juárez partage l'autre rive. La population combinée des deux villes dépasse les 2 millions d'habitants. Les montagnes de la chaîne Franklin divisent la ville en deux pour une superficie de 649 km2. Selon le recensement fédéral de 2010, El Paso compte 649 121 habitants (en anglais : El Pasoans), dont plus de deux tiers sont d'origine hispanique. En 2010, l'agglomération de El Paso comptait 800 647 habitants.
El Paso, réputée pour son calme et sa prospérité, se classe régulièrement parmi les villes les plus sûres des États-Unis. Ainsi, en 2013, elle compte une nouvelle fois parmi les vingt villes les plus sûres du pays (14e).

## Histoire
Des découvertes archéologiques signalent une présence humaine millénaire dans la région d'El Paso.
El Paso était d'abord une région habitée par les Indiens d'Amérique, avant l'arrivée des colons britanniques et espagnols. La présence de plusieurs tribus telles que les Suma ou encore les Jumano ont été découvertes grâces aux recherches archéologiques y montrant des cavités rocheuses utilisées par les Indiens d'Amérique servant à conserver l'eau et moudre le maïs.
La tribu des Apaches continua d'habiter  sur le territoire dans les années 1700 et ont réussi à arrêter plusieurs tentatives de domination de la part des conquistadors.
Pendant l'ère des premiers colonisateurs espagnols, les Manso et les Suma habitaient le terroir tel que rapporté par l'expédition de Juan de Oñate de 1598.
En 1598, l'expédition Juan de Onate  célèbre le premier Thanksgiving sur le sol des États-Unis.  Don Juan de Oate a été l'un des premiers conquistadors espagnols à entrer dans ce qui est aujourd'hui l'Amérique du Nord.  Il mena ses hommes à travers les montagnes et nomma ce col « El Paso del Norte ».
La révolte de Pueblo au Nouveau-Mexique en 1680 a forcé les colons espagnols à retourner au sud du Rio Grande.  Après cette révolte, plusieurs survivants espagnols ont décidé d'y partir se réfugier (~au Texas) et y ont construit plusieurs églises, dont une à Ysleta, site de la ville la plus ancienne du Texas. Ces églises peuvent être actuellement visitées, c'est ce qu'on appelle El Paso Mission Trail. En 1776, environ 5 000 personnes s'installèrent dans des fermes et petites habitations. Ce n’est que jusqu’en 1827 qu’un village fut créé à l’endroit actuel d’El Paso.
En 1827, Ponce de León établit un ranch sur le site de la ville actuelle.
Au cours des siècles suivants, les colonies espagnoles le long de la frontière ont prospéré.  Au début, l'économie d'El Paso était l'agriculture, l'exploitation minière et le transport.  El Paso était une étape importante sur le Camino Real qui desservait le Santa Fe Trail et l'intérieur du Mexique.
El Paso est officiellement devenu une partie des États-Unis lorsque le Texas a rejoint l'Union en 1845.
La guerre du Mexique de 1846 a assuré aux colonies du côté nord du Rio Grande de faire partie des États-Unis.
Durant la période de la république du Texas, la région appartenant à l'État mexicain de Chihuahua  se joint au Texas lors de l'entrée dans l'Union. Un poste de traite nommé Franklin est fondé quelques années plus tard avant de devenir El Paso (du nom El Paso del Norte, désignant Juarez) en 1859.
Se trouvant sur le chemin de la Californie, le village d'El Paso ne cessa de s'agrandir grâce à la création de quatre chemins de fer. En 1881, la population s’est vu doublé atteignant les 10 338 habitants environ.
Les affaires se sont développées rapidement, grâce à la commercialisation et à l'industrialisation de la ville. Sa localisation est un point stratégique car la ville sert de port d’entrée au commerce extérieur. Situé entre le Mexique et les États-Unis, ses chemins de fer sont utilisés par les deux pays.
Le contrôle du Rio Grande a commencé avec la construction de barrages en amont et la canalisation.
La révolution mexicaine a commencé en 1910 et Ciudad Juárez a été au centre d'intenses combats.  El Paso est devenu un centre d'intrigue alors que divers dirigeants en exil, dont Victoriano Huerta et Pancho Villa, ont été aperçus dans la ville. Au cours de cette période, plus de 60 000 mexicains de la classe moyenne traversent les frontières vers El Paso pour échapper à la violence et à la perturbation économique de la Révolution.
Dès les années 1920, la ville devient le siège de Farah Clothing, qui devient dans les années 1970 l'un des plus gros producteurs de pantalons pour hommes. Elle est cependant affectée par une grève des ouvrières qui réclame, à partir de juillet 1972, une hausse des salaires et le droit de se syndiquer. La firme refuse, tandis que l'AFL-CIO autorise un boycott national des produits de Farah, et que le prêtre méthodiste et sénateur d'El Paso, George McGovern, candidat démocrate à l'élection présidentielle de 1972, soutient les grévistes. La firme ne cédera qu'en 1974.
Entre 1920 et 1930, Conrad Hilton y construit le premier grand hôtel. L'hôtel existe encore à ce jour mais a été transformé en Hôtel Plaza.

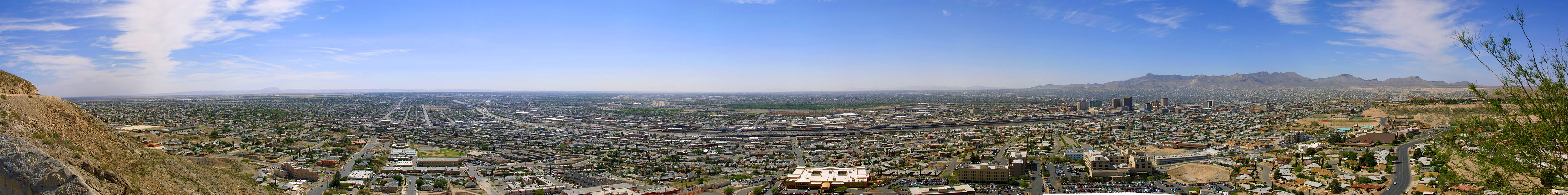
Vue panoramique d’El Paso.

## Géographie

### Climat

Diagramme du climat de El Paso.

Si on se réfère à la classification de Köppen, le climat de El Paso est de type BWk (climat désertique sec et froid). Les hivers sont secs et assez frais. On compte en moyenne 61 jours de gel par an. Les étés sont chauds, voire torrides. L'air est sec avec un taux d'humidité moyen annuel de seulement 47 %.
La moyenne des précipitations annuelles est de seulement 223 mm. Il pleut surtout de juillet à septembre et ces pluies estivales sont à associer au phénomène de la mousson nord-américaine. À cette période de l'année, le vent souffle le plus souvent du sud ou du sud-est. Ce vent apporte dans la région de l'humidité en provenance du golfe de Californie et du golfe du Mexique. La combinaison de plusieurs phénomènes : existence de courants d'air ascendants d'origine orographique et réchauffement de l'air au cours de la journée par le soleil, engendre des orages qui peuvent parfois être violents.
El Paso, en raison de son altitude (1 200 m), est susceptible de recevoir des précipitations sous forme de neige. Une grosse tempête de neige en décembre 1987 apporta près de 60 cm de manteau neigeux au sol.
Le record de chaleur à El Paso s'établit à 45,6 °C et le record de froid à −22,2 °C.
| Mois                                  | jan.     | fév.     | mars     | avril   | mai     | juin    | jui.    | août    | sep.    | oct.    | nov.     | déc.     | année    |
| ------------------------------------- | -------- | -------- | -------- | ------- | ------- | ------- | ------- | ------- | ------- | ------- | -------- | -------- | -------- |
| Température minimale moyenne (°C)     | 1,4      | 3,8      | 7,5      | 11,8    | 16,7    | 21,4    | 22,8    | 22,1    | 18,6    | 12,2    | 5,6      | 1,3      | 12,1     |
| Température moyenne (°C)              | 8,1      | 10,8     | 14,8     | 19,2    | 24,1    | 28,8    | 29,1    | 28,3    | 24,9    | 19,3    | 12,5     | 7,8      | 19       |
| Température maximale moyenne (°C)     | 14,8     | 17,8     | 22,2     | 26,7    | 31,5    | 36,2    | 35,4    | 34,4    | 31,3    | 26,3    | 19,4     | 14,3     | 25,9     |
| Record de froid (°C) date du record   | −22 1962 | −17 2011 | −10 1971 | −5 1983 | −1 1967 | 8 1988  | 13 1880 | 11 1880 | 5 1945  | −4 1970 | −17 1976 | −21 1880 | −22 1962 |
| Record de chaleur (°C) date du record | 27 1970  | 30 1904  | 34 2017  | 37 1989 | 41 2005 | 46 1994 | 44 1979 | 42 1980 | 40 1982 | 36 2015 | 31 1983  | 27 1973  | 46 1994  |
| Ensoleillement (h)                    | 254,5    | 263      | 326      | 348     | 384,7   | 384,1   | 360,2   | 335,4   | 304,1   | 298,6   | 257,6    | 246,3    | 3 762,5  |
| Précipitations (mm)                   | 9,9      | 10,2     | 6,1      | 4,3     | 10,9    | 18,5    | 40,1    | 42,4    | 38,6    | 15      | 10,9     | 16       | 223      |
| dont neige (cm)                       | 2        | 0,5      | 0        | 0       | 0       | 0       | 0       | 0       | 0       | 0       | 1,3      | 3,3      | 7,1      |
| Nombre de jours avec précipitations   | 3,3      | 3,1      | 2,1      | 1,4     | 2,4     | 3,4     | 8,1     | 7,8     | 5,5     | 4,1     | 2,6      | 3,8      | 47,7     |
| Humidité relative (%)                 | 50,5     | 41,6     | 32,4     | 26,9    | 27,1    | 29,9    | 43,9    | 48,4    | 50,5    | 47,1    | 46,1     | 51,5     | 41,3     |
| Nombre de jours avec neige            | 0,7      | 0,3      | 0        | 0       | 0       | 0       | 0       | 0       | 0       | 0       | 0,2      | 0,8      | 2,1      |

| Diagramme climatique                                  |             |            |             |              |              |              |              |              |            |             |           |
| J                                                     | F           | M          | A           | M            | J            | J            | A            | S            | O          | N           | D         |
| 14,81,49,9                                            | 17,83,810,2 | 22,27,56,1 | 26,711,84,3 | 31,516,710,9 | 36,221,418,5 | 35,422,840,1 | 34,422,142,4 | 31,318,638,6 | 26,312,215 | 19,45,610,9 | 14,31,316 |
| Moyennes : • Temp. maxi et mini °C • Précipitation mm |             |            |             |              |              |              |              |              |            |             |           |

### Hydrologie
Le rio Grande sert de frontière entre le Texas et le Mexique, il alimente les terres agricoles avant qu’il ne se jette dans le golfe de Mexique. Il s’agit d’une source principale d’eau dans le sud-ouest américain mais elle n’est plus suffisante.
La ville s'est construite à proximité du Rio Grande. Mais ce fleuve a vu son volume fortement réduit par l'exploitation des uns et des autres et en conséquence du réchauffement climatique. En effet, le ruissellement de la neige fondue qui alimente le Rio Grande est à peu près moitié moindre que la moyenne enregistrée durant la fin du XXe siècle.

L’eau potable d’El paso a un niveau élevé en arsenic (un métal toxique qui cause des problèmes de santé), ainsi que des substances chimiques dont le plomb.

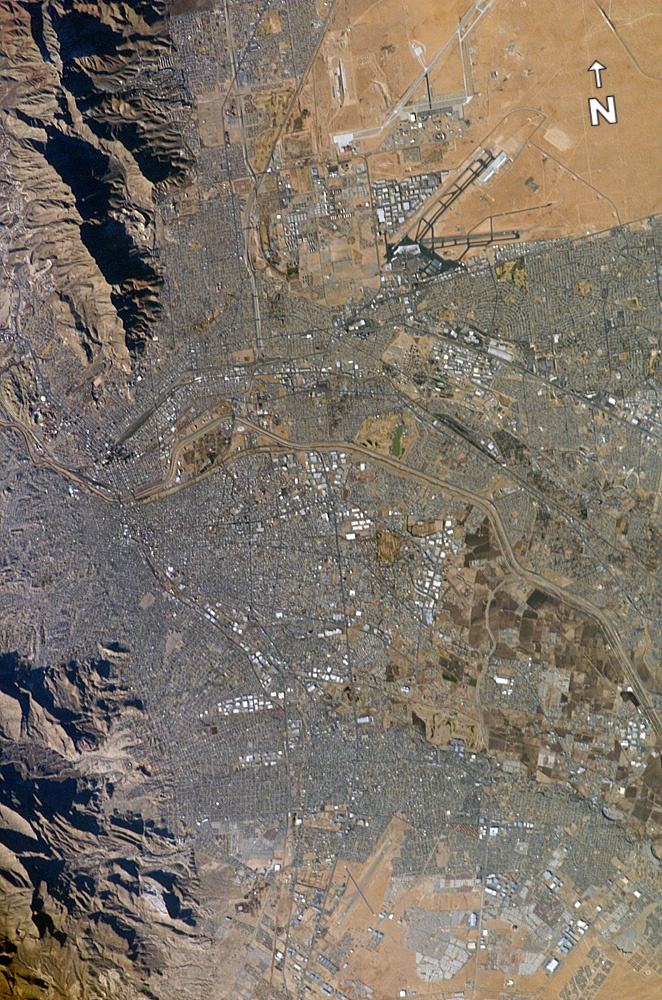
El Paso vue de l’espace.
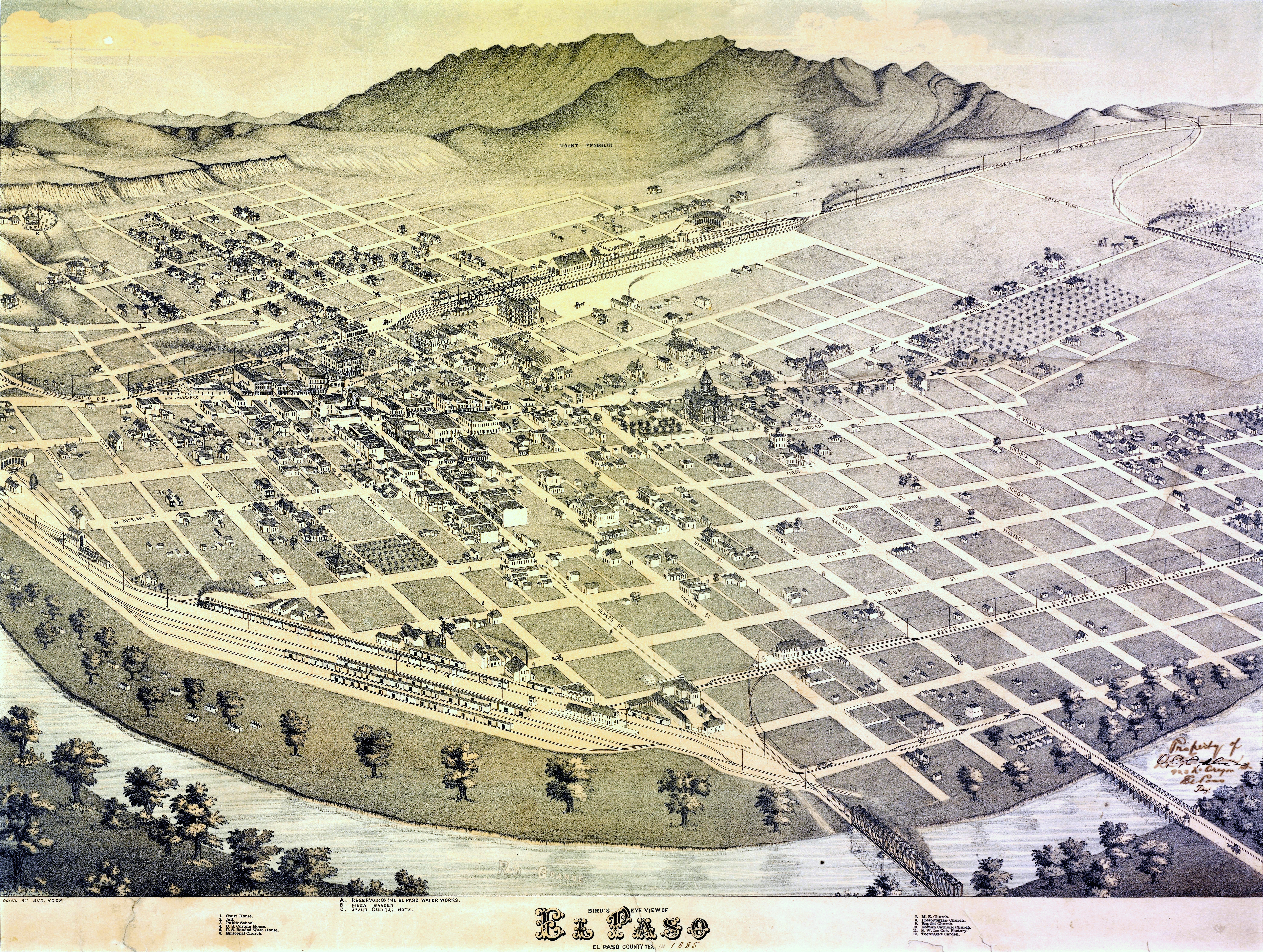
El Paso en 1886.

### Pollution de l'air
El Paso fait partie des villes les plus polluées des États-Unis.
Il est déjà arrivé qu'une épaisse couche de smog s'étende au-dessus du centre-ville d’El Paso et de la vallée du Rio Grande.
Cette couche de smog ne provient pas de Juarez, elle est causée par les feux de forêt en Arizona non par des pollueurs locaux.

## Démographie
| Groupe                           | 1930 | 1970 | 1980 | 1990 | 2000 | 2010 |
| -------------------------------- | ---- | ---- | ---- | ---- | ---- | ---- |
| Blancs non hispaniques           | 41,0 | 40,4 | 32,9 | 26,4 | 18,3 | 14,2 |
| Afro-Américains                  | 1,8  | 2,3  | 3,2  | 3,4  | 3,1  | 3,4  |
| Hispaniques et Latino-Américains | 57,2 | 57,3 | 62,5 | 69,0 | 76,6 | 80,7 |
| Autres                           | 57,2 | 0    | 1,4  | 1,2  | 2,0  | 1,7  |

### Situation contemporaine
| Groupe            | El Paso | Texas | États-Unis |
| ----------------- | ------- | ----- | ---------- |
| Blancs            | 80,8    | 70,4  | 72,4       |
| Autres            | 11,0    | 10,5  | 6,2        |
| Afro-Américains   | 3,4     | 11,9  | 12,6       |
| Métis             | 2,7     | 2,7   | 2,9        |
| Asiatiques        | 1,2     | 3,8   | 4,8        |
| Amérindiens       | 0,7     | 0,7   | 0,9        |
| Océaniens         | 0,1     | 0,1   | 0,2        |
| Total             | 100     | 100   | 100        |
|                   |         |       |            |
| Latino-Américains | 80,7    | 37,6  | 16,7       |

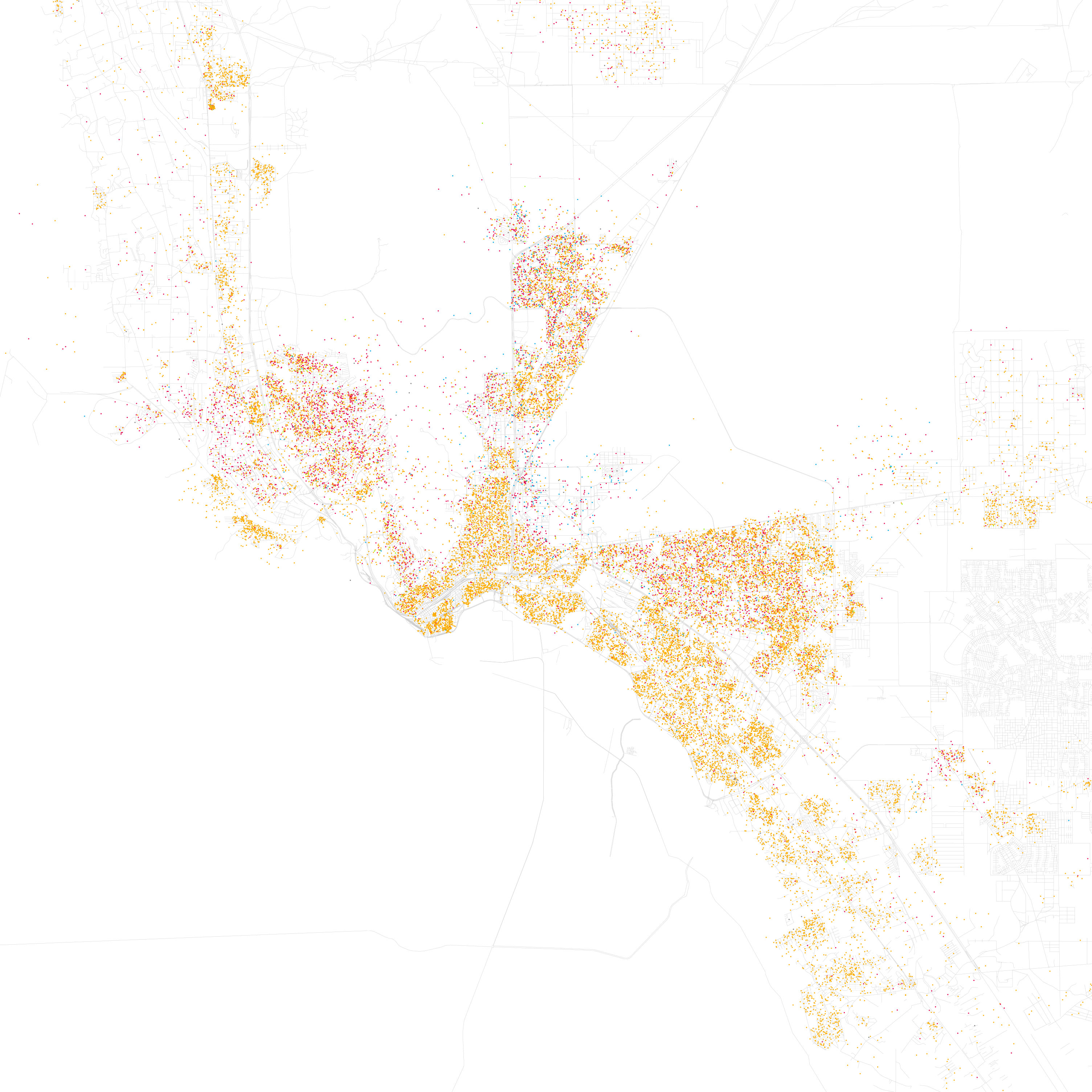
Distribution des groupes ethniques en 2010, chaque point représentant 25 personnes : Blancs non hispaniques, Noirs, Asiatiques, Latinos et autres.

En 2010, la population latino et hispanique est majoritairement composée de Mexicano-Américains, qui représentent 74,9 % de la population de la ville. Selon le recensement fédéral de 2020, El Paso est la 23e plus grande ville des États-Unis. El Paso est aujourd'hui, derrière San Antonio, la deuxième plus grande ville des Etats-Unis ayant une majorité hispanique absolue, et la plus grande ville des Etats-Unis ayant eu une majorité hispanique absolue sur toute la durée de son histoire.
Selon l'American Community Survey, pour la période 2011-2015, 68,04 % de la population âgée de plus de 5 ans déclare parler l'espagnol à la maison, 29,65 % l'anglais et 2,31 % une autre langue.
Selon l'American Community Survey, pour la période 2011-2015, 20,9 % de la population vit sous le seuil de pauvreté (15,5 % au niveau national). Ce taux masque des inégalités importantes, puisqu'il est de 23,7 % pour les Latinos et de 8,6 % pour les Blancs non hispaniques. De plus 29,4 % des personnes de moins de 18 ans vivent en dessous du seuil de pauvreté, alors que 17,7 % des 18-64 ans et 17,6 % des plus de 65 ans vivent en dessous de ce taux.

## Politique et administration

### Politique municipale
La ville est dirigée, selon le système de gérance municipale, par un maire et un conseil de huit membres, élus pour un mandat de quatre ans, qui confient la gestion quotidienne à un administrateur. Les dernières élections ont eu lieu le 5 novembre 2024.

## Lieux historiques et musées
- Fort Bliss est une base importante de l'armée américaine, établie en 1848. Le Biggs Army Air Field y est établi (code AITA : BIF).
- The Plaza Theater est un bâtiment historique d'El Paso construit en 1930.
- El Paso Mission Trail est un site permettant d'observer les différentes églises construites.
- Magoffin Home State Historic Site
- Chamizal National Memorial

### Patrimoine religieux
- La Presidio Chapel of San Elizario (en) (1777) est une chapelle historique située dans le village de San Elizario en banlieue d'El Paso. On y trouve également une vieille prison fréquentée par Billy the Kid.
- La cathédrale catholique Saint-Patrick est de style néo-renaissance.

### Musées
- Le musée du United States Border Patrol (la police frontalière) se trouve à El Paso.
- Le El Paso Holocaust Museum and Study Center, enseigne sur le Troisième Reich, la Shoah et les mouvements de résistance pendant la Seconde Guerre mondiale. L'entrée au musée est gratuite[16].
- El Paso Museum of History
- Musée d’art d’El Paso
- El Paso Museum of Archeology

## Jumelages
- Chihuahua (Mexique)
- Ciudad Juárez (Mexique)
- Jerez de la Frontera (Espagne)
- Torreón (Mexique)
- Zacatecas (Mexique)

## Population et société

### Enseignement
El Paso est une ville qui regroupe de nombreuses universités, permettant à de nombreux étudiants de tous horizons de venir étudier. Les nombreux domaines proposés par ces universités donnent un grand choix aux étudiants.
- Université du Texas à El Paso
- Milan Institute of Cosmetology, El Paso
- Texas Tech University Health Sciences Center El Paso
- International Business College El Paso, Texas
- Western technical college el paso
- Tri-State Cosmetology Institute

La plus grande université d’El Paso, l’Université du Texas, se trouve juste à la frontière entre le Mexique et les Etats-Unis, offrant aux étudiants de nombreux choix de poursuite d'études et de diplômes. Elle regroupe plus de 20 000 étudiants dont la majorité sont des étudiants hispaniques. La diversité est l’un point fort de cette université.

### Sports
- L’équipe de baseball des Diablos d'El Paso joue au Stade Cohen (construit en 1990) dans l'Association Américaine.
- Le Sun Bowl est un match annuel de championnat de football collégial joué à El Paso depuis 1936. Le Sun Bowl Stadium (construit en 1963) est situé sur le campus de l'université du Texas à El Paso.
- El Paso Locomotive FC : une équipe de football professionnelle de l’USL, qui a démarré sa saison inaugurale au Southwest University Park en 2019.

### Médias
- El Paso Times (quotidien fondé en 1881)
- 92.3 The Fox (radio à El Paso)
- Sunny 99.9 El Paso (radio)

## Dans la culture internationale

### Cinéma
Dans le film Et pour quelques dollars de plus, "l'Indien", le criminel recherché par deux chasseurs de primes, cherche à prendre d'assaut et voler le contenu d'un coffre situé dans la banque d'El Paso, laquelle est réputée inattaquable.
C'est dans une chapelle située en périphérie d'El Paso que se déroule une partie de l'histoire du diptyque Kill Bill : Volume 1 / Volume 2 (2003-2004) de Quentin Tarantino, celle où la mariée est abattue par son ancien amant et son équipe de tueurs à gages. En réalité, cette séquence a été tournée dans le désert des Mojaves.
En 2013 et 2014 la série américaine The Bridge se déroule autour d'El Paso et de Ciudad Juarez et sert de cadre à une action mêlant corruption et criminalité de part et d'autre de la frontière américano-mexicaine. Le générique se termine sur une vue aérienne nocturne du pont autoroutier servant de frontière entre les États-Unis et le Mexique.

### Musique
- El Paso par Marty Robbins, enregistrée en septembre 1959 dans l'album Gunfighter Ballads and Trail Songs
- 8 jours à El Paso, chanson de Michel Sardou
- El Paso, chanson du groupe Le Peuple de l'herbe
- Le spectacle Viva ! El Paso - Qui est un spectacle musical en plein air - Qui raconte son histoire sur 400 ans et son évolution culturelle.
- L’Orchestre symphonique d'El Paso - Créé dans les années 1930 -  Qui est la plus ancienne organisation d'arts du spectacle d'El Paso et du plus ancien orchestre symphonique en activité dans l'État du Texas.

### Séries télévisées et Films
- Dans la série Breaking Bad, la ville d'El Paso est citée de manière récurrente.
- Dans Voyage au bout de l'Enfer, l'épisode 4 de la série se déroule à El Paso et l'épisode est intitulé El Paso.
- El Paso, ville sans loi, est un film américain de Lewis R.Foster, sortie en 1949.

### Fêtes traditionnelles
El Paso est une ville s'appuyant énormément sur la culture amérindienne et mexicaine, sa proximité avec le Mexique en est d’ailleurs une des causes.
- Amigo Airsho : C'est un des principaux événements d'El Paso, qui se base sur des divertissements aériens et d'activités au sol et qui est d’ailleurs classée parmi les dix meilleurs spectacles aériens du pays.
- El Paso Balloonfest[19] : C’est un événement annuel célébré le week-end du Memorial Day, on y retrouve plus de 60 ballons s'envolant chaque année, ensuite l’événement se suit avec des promenades aquatiques, des baignades, des concerts, etc.
- Fiesta de las Flores : C’ est un des plus anciens festivals hispaniques du sud-ouest, ou l’on y retrouve des défilés, danse, divertissements, cuisine régionale authentique...
- Festival de musique du désert néon
- Le Texas Showdown Festival
- Festival de musique de Sun City
- Rodéo international

## Personnalités liées à la ville
- Betty Fiorina (1919-2010), femme politique, y est née.
- Le groupe de post-hardcore At The Drive-In est originaire d’El Paso.
- Le chanteur du groupe Cigarettes After Sex, Greg Gonzalez, est originaire d’El Paso. C’est dans la ville que le groupe a été fondé.